# Исследовательский модуль (МКС)
Исследовательский модуль (МКС) — отмененный модуль российского сегмента Международной космической станции (МКС), предназначенный для научных экспериментов и исследований. Первоначально планировалось два модуля.

## История
В первоначальных планах сборки МКС были представлены два российских исследовательских модуля на базе модуля «Заря», но проблемы с бюджетным финансированием заставили в начале программы отменить один из них, вместе с универсальным стыковочным модулем. 
Только один модуль должен был быть построен и запущен ориентировочно в 2010 году. Но в 2007 году из-за продолжающихся финансовых проблем данный модуль также был отменён.
Согласно планам, модуль с научным обозначением для российского орбитального сегмента будет создан на базе многоцелевого лабораторного модуля «Наука», который был построен на основе второго модуля ФГБ.
Кроме того, российский сегмент получил два небольших модуля МИМ-1 «Рассвет» и МИМ-2 «Поиск».